# Fator de estrutura
Na física da matéria condensada e cristalografia, o fator de estrutura, ou fator estático de estrutura, é uma descrição matemática de como um material espalha
radiação incidente. O fator de estrutura é particularmente útil na interpretação
de padrões de interferência obtidos em experimentos de raio-x e difração de elétrons
e nêutrons.
O fator estático de estrutura é medido desconsiderando-se a energia de fótons, elétrons
e nêutrons espalhados. Medidas sobre essa energia levam ao fator dinâmico de estrutura.

## Espalhamento por um cristal
Um cristal é um arranjo periódico de átomos em um padrão particular. Cada átomo pode espalhar a radiação incidente, como Raios X, elétrons e nêutrons. Devido ao arranjo periódico dos átomos a interferência das ondas espalhadas por diferentes átomos pode causar um determinado padrão a partir de interferências construtivas e destrutivas. Este é o Padrão de difração gerado pelo cristal.
Na aproximação cinemática para a difração, a intensidade de um raio difratado é dada por:
{\displaystyle I_{\Delta \mathbf {k} }=\left|\psi _{\Delta \mathbf {k} }\right|^{2}\propto \left|F_{\Delta \mathbf {k} }\right|^{2}}
onde {\displaystyle \psi _{\Delta \mathbf {k} }} é a função de onda de um raio espalhado de um vetor {\displaystyle \Delta \mathbf {k} }, e {\displaystyle F_{\Delta \mathbf {k} }} é o fator de estrutura, que é dado por:
{\displaystyle F_{\Delta \mathbf {k} }=\sum _{j}f_{j}e^{-i\Delta \mathbf {k} \cdot \mathbf {r} _{j}}}
Aqui, {\displaystyle \mathbf {r} _{j}} é a posição de um átomo {\displaystyle j} na célula unitária, e {\displaystyle f_{j}} é o fator de espalhamento do átomo, também chamado de fator de forma atômico. A soma é sobre todos os átomos na célula unitária. Pode-se mostrar que, no caso ideal, a difração ocorre apenas se o vetor de espalhamento {\displaystyle \Delta \mathbf {k} } é igual a um vetor {\displaystyle \mathbf {K} } da rede recíproca. O fator de estrutura descreve o modo pelo qual um raio incidente é espalhado pelos átomos da célula unitária de um cristal, levando em conta os diferentes fatores de espalhamento através do termo {\displaystyle f_{j}}. Como os átomos estão espacialmente distribuídos na célula unitária, existirá uma diferença de fase quando consideramos a amplitude de espalhamento de dois átomos diferentes. Tal diferença de fase é levada em conta através da exponencial complexa. O fator de forma atômico, ou fator de espalhamento, depende do tipo de radiação considerada. Como elétrons interagem com a matéria através de diferentes processos em relação a, por exemplo, Raios-X, o fator de forma atômico difere de um caso para outro

## Fatores de estrutura para tipos específicos de redes
Para calcular os fatores estrutura para uma rede específica, tem-se que calcular a soma acima ao longo dos átomos na célula unitária. Uma vez que os cristais são freqüentemente descritos em termos dos índices de Miller, é útil examinar um fator de estrutura em relação a estes.

### Estrutura cúbica de corpo centrado
O sistema cúbico de corpo centrado é descrito em termos de uma rede cúbica simples com vetores primitivos {\displaystyle a{\hat {x}},a{\hat {y}},a{\hat {z}}}, com uma base consistindo de {\displaystyle \mathbf {r} _{0}={\vec {0}}} and {\displaystyle \mathbf {r} _{1}=(a/2)({\hat {x}}+{\hat {y}}+{\hat {z}})}. A rede recíproca correspondente é também cúbica com lado {\displaystyle 2\pi /a}.
Em um cristal monoatômico, todos os fatores de forma {\displaystyle f} são os mesmos. A intensidade do raio difratado espalhado com um vetor {\displaystyle \mathbf {K} =(2\pi /a)(h{\hat {x}}^{*}+k{\hat {y}}^{*}+l{\hat {z}}^{*})} por um plano do cristal com índices de Miller {\displaystyle (hkl)} é dado por :
{\displaystyle {\begin{matrix}F_{\mathbf {K} }&=&f\left[e^{-i\mathbf {K} \cdot {\vec {0}}}+e^{-i\mathbf {K} \cdot (a/2)({\hat {x}}+{\hat {y}}+{\hat {z}})}\right]\\&=&f\left[1+e^{-i\mathbf {K} \cdot (a/2)({\hat {x}}+{\hat {y}}+{\hat {z}})}\right]\\&=&f\left[1+e^{-i\pi (h+k+l)}\right]\\&=&f\left[1+(-1)^{h+k+l}\right]\\\end{matrix}}}
Nós chegamos então no seguinte resultado para o fator de estrutura de espalhamento por um plano {\displaystyle (hkl)}:
{\displaystyle F_{hkl}={\begin{cases}2f,&h+k+l\ \ {\mbox{even}}\\0,&h+k+l\ \ {\mbox{odd}}\end{cases}}}
Este resultado nos diz que para uma reflexão aparecer em um experimento de difração, envolvendo um cristal de corpo centrado, a soma dos índices de Miller do plano de espalhamento deve ser par. Se a soma dos índices de Miller é ímpar, a intensidade do feixe difratado é reduzida a zero, devido à interferência destrutiva. Esta intensidade de zero para um grupo de feixes difratados é chamada de ausência sistemática. Como  fatores de forma atômica decrescem com ângulo de difração crescente que correspondem a índices de Miller mais elevados, o pico de difração mais intensa a partir de um material com uma estrutura BCC é tipicamente o (110).

### Estrutura cúbica de face centrada
No caso de um cristal CFC monoatômico, os átomos da base estão na origem{\displaystyle \mathbf {r} _{0}={\vec {0}}} com índices (0,0,0) e estão em três centros das faces {\displaystyle \mathbf {r} _{1}=(a/2)({\hat {x}}+{\hat {y}})},  {\displaystyle \mathbf {r} _{2}=(a/2)({\hat {y}}+{\hat {z}})},  {\displaystyle \mathbf {r} _{3}=(a/2)({\hat {x}}+{\hat {z}})} com índices dados por (1/2,1/2,0), (0,1/2,1/2), e (1/2,0,1/2). Um argumento similar ao apresentado acimo nos dá a seguinte
{\displaystyle {\begin{matrix}F_{\mathbf {K} }&=&f\left[e^{-i\mathbf {K} \cdot {\vec {0}}}+e^{-i\mathbf {K} \cdot (a/2)({\hat {x}}+{\hat {y}})}+e^{-i\mathbf {K} \cdot (a/2)({\hat {y}}+{\hat {z}})}+e^{-i\mathbf {K} \cdot (a/2)({\hat {x}}+{\hat {z}})}\right]\\&=&f\left[1+(-1)^{h+k}+(-1)^{k+l}+(-1)^{h+l}\right]\\\end{matrix}}}
com o resultado
{\displaystyle F_{hkl}={\begin{cases}4f,&h,k,l\ \ {\mbox{todos pares ou todos ímpares}}\\0,&h,k,l\ \ {\mbox{paridade misturada}}\end{cases}}}
O pico de difração mais intensa a partir de um material que se cristaliza na estrutura CFC é tipicamente o (111)..

### Estrutura do cristal de diamante
A estrutura cristalina cúbica do diamante ocorre em diamantes, na maioria dos semicondutores e estanho. A célula base contém 8 átomos localizados nas seguintes posições:
{\displaystyle \mathbf {r} _{0}={\vec {0}}}
{\displaystyle \mathbf {r} _{1}=(a/4)({\hat {x}}+{\hat {y}}+{\hat {z}})}
{\displaystyle \mathbf {r} _{2}=(a/4)(2{\hat {x}}+2{\hat {y}})}
{\displaystyle \mathbf {r} _{3}=(a/4)(3{\hat {x}}+3{\hat {y}}+{\hat {z}})}
{\displaystyle \mathbf {r} _{4}=(a/4)(2{\hat {x}}+2{\hat {z}})}
{\displaystyle \mathbf {r} _{5}=(a/4)(2{\hat {y}}+2{\hat {z}})}
{\displaystyle \mathbf {r} _{6}=(a/4)(3{\hat {x}}+{\hat {y}}+3{\hat {z}})}
{\displaystyle \mathbf {r} _{7}=(a/4)({\hat {x}}+3{\hat {y}}+3{\hat {z}})}
O fator de estrutura então tem a seguinte forma:
{\displaystyle {\begin{matrix}F_{\mathbf {K} }&=&f\left[{\begin{matrix}e^{-i\mathbf {K} \cdot {\vec {0}}}+e^{-i\mathbf {K} \cdot (a/2)({\hat {x}}+{\hat {y}})}+e^{-i\mathbf {K} \cdot (a/2)({\hat {y}}+{\hat {z}})}+e^{-i\mathbf {K} \cdot (a/2)({\hat {x}}+{\hat {z}})}+\\e^{-i\mathbf {K} \cdot (a/4)({\hat {x}}+{\hat {y}}+{\hat {z}})}+e^{-i\mathbf {K} \cdot (a/4)(3{\hat {x}}+{\hat {y}}+3{\hat {z}})}+e^{-i\mathbf {K} \cdot (a/4)(3{\hat {x}}+3{\hat {y}}+{\hat {z}})}+e^{-i\mathbf {K} \cdot (a/4)({\hat {x}}+3{\hat {y}}+3{\hat {z}})}\end{matrix}}\right]\\&=&f\left[{\begin{matrix}1+(-1)^{h+k}+(-1)^{k+l}+(-1)^{h+l}+\\(-i)^{h+k+l}+(-i)^{3h+k+3l}+(-i)^{3h+3k+l}+(-i)^{h+3k+3l}\end{matrix}}\right]\\&=&f\left[1+(-1)^{h+k}+(-1)^{k+l}+(-1)^{h+l}\right]\cdot \left[1+(-i)^{h+k+l}\right]\\\end{matrix}}}
com o resultado
- para valores mistos (ímpares e pares combinados) de h, k, l, F2 será 0
- se os valores são não mistos e...
  - h+k+l é ímpar então F=4f(1+i) ou 4f(1-i), FF*=32f2
  - h+k+l é par e divisível por 4 (satisfaz h+k+l=4n) então F = 8f
  - h+k+l é par, mas não é divisível por 4 (não satisfaz h+k+l=4n) então F = 0

## Polímeros
Em sistemas poliméricos, o fator de estrutura descreve a intensidade de luz espalhada
em função do ângulo de espalhamento. Ele é definido pela seguinte equação:
{\displaystyle S({\overrightarrow {q}})={\frac {1}{N^{2}}}\sum _{j=1}^{N}{\sum _{k=1}^{N}{\left\langle {\exp {\left[{-\mathrm {i} {\overrightarrow {q}}.\left({{\overrightarrow {r_{j}}}-{\overrightarrow {r_{k}}}}\right)}\right]}}\right\rangle }}}
Nessa definição, {\displaystyle N} é o número de gotas do polímero. Os outros termos são definidos como:
{\displaystyle {\overrightarrow {r_{j}}}=} vetor posição da gota na cadeia polimérica
{\displaystyle {\overrightarrow {q}}=} = vetor de espalhamento
{\displaystyle \mathrm {i} } denota a unidade imaginária
A média é feita sobre todos os possíveis pares j,k que pertencem à mesma cadeia.